# Krokodil Dundee
A Krokodil Dundee (eredeti cím: Crocodile Dundee) 1986-ban bemutatott ausztrál kaland-vígjáték Paul Hogan és Linda Kozlowski főszereplésével.
1987. augusztus 19-én mutatták be Magyarországon, a nemzetközi tendenciáknak megfelelően igen nagy sikerrel.

## Cselekmény
|  | Alább a cselekmény részletei következnek! |

Sue Charlton egy New York-i lap újságírója, pár hét óta Ausztráliában készít riportot. Vőlegénye, Richard, a lap szerkesztője, már nagyon várja haza, de Sue közli, még egy különleges esetnek utána szeretne nézni. Tudomására jutott, hogy fent északon egy férfinek leharapta a lábát egy krokodil. Láb nélkül száz mérföldet gyalogolt, a kórházban összefoltoztatta magát, majd eltűnt. Sue kinyomozta, hogy a neve Michael J. "Krokodil" Dundee, egy Walkabout Creek nevű, istenháta mögött helyen túrákat vezet. Mindössze pár napot kér a riporthoz, amit meg is kap.
Sydneyből Darwinba repülőgéppel utazik, ahonnan helikopter viszi a vörös pusztaság, a nagy ausztrál Outback közepén lévő, néhány házból álló Walkabout Creek településre. A helikoptert Walter várja, aki Dundee barátja és üzlettársa a kétszemélyes Szafarik a semmibe túrák (Never Never Safari Tours) nevű cégben. Egy rozzant kocsival beviszi a leginkább egy poros tanyaközpontnak nevezhető „városba”. A település központi helye a Walkabout Creek Hotel, ami egyszerre szálloda és a helyi kocsma.
Este a hotel kocsmájában nagy élet zajlik, tömve van tipikus ausztrál figurákkal. Walter elmeséli Dundee lábleharapásos történetét. Akkor derül ki, hogy némileg lódított, mikor Dundee épen és egészségesen megérkezik, a hatásos belépő kedvéért egy látszólag élő, de valójában kitömött krokodillal birkózva. A valahol Tarzan, egy vadnyugati hős és egy úriember közötti Dundee elmeséli, a történetből annyi igaz, hogy a krokodil egy darabot kiharapott a lábából. Sue ráveszi, vigye el oda, ahol az eset történt, majd kövessék végig a menekülés útvonalát.
Egy rozzant terepjáróval elindulnak, közben némi betekintést nyerhetünk egy teljesen más életritmusba. Dundee még a saját születési idejét sem tudja, egy bennszülött törzs nevelte fel, ahol az időnek nincs jelentősége. Annyit tud, hogy nyáron született. Felesége is volt, aki azonban nem várta meg, amíg Dundee elment őslakó szokás szerint egy kis vándorlásra, ami másfél évig tartott.
Egy tavon motorcsónakkal kelnek át, majd Walter magukra hagyja őket. Pár óra gyalogút után elérik az eset helyét, majd tábort vernek. A nagyvárosi élethez szokott Sue egy teljesen új életfilozófiát ismer meg, ahol az időnek, életnek, tulajdonnak teljesen más jelentése van. Éjjel heccből kengurukra vadászó terepjárósokat futamítanak meg egy vicces trükkel.
Másnap kisebb vitára kerül sor, Dundee szerint egy nő öt percig sem bírná ki élve ezen a tájon. Sue meg akarja mutatni, hogy ő igen, ezért egyedül nekivág, de Dundee titokban követi. Mikor Sue óvatlanul a vízhez megy, egy krokodil megtámadja, Dundee menti meg az életét. Éjjel Sue megismerkedik Dundee városban élő, a bozótot utáló, órát viselő őslakó barátjával, aki apja parancsára éppen törzsi gyűlésre megy. Másnap elérik a Visszhang-tavat, Dundee megmenekülésének helyét, ahol Walter várja őket. Az események során egyre közelebb kerülnek egymáshoz, majd Sue az újság költségére meghívja Dundeet New Yorkba.
Amennyire Sue elveszett volt a bozótban, annyira idegen Dundeenak a nagyváros. Sue vőlegénye némileg jogosan gyanakodva fogadja, kissé lekezelően, afféle vadembernek tartja. A városban sosem járt Dundee a helyzeteket sorra félreérti. Az újság kocsijának fekete sofőrjét törzsfőnöknek és a kocsi tulajdonosának véli, azt hiszi, a nagyvárosban mindenki mindenkit ismer, eleinte mindenkinek köszön még az utcán is (az ausztrál G'Day köszöntéssel).
Első este hármasban elmennek egy elegáns étterembe, de Richard annyira gúnyosan lekezelő, hogy Dundee leüti. Hazamenet egy olasz taxisofőrrel összehaverkodik, sörözni mennek egy otthonira emlékeztető kocsmába, egy transzvesztitát valódi nőnek gondol, két prostituáltat pedig úrihölgyként kezel.
A második napot Sue-val tölti. Várost nézni mennek, este egy elegáns partira. Este hazafelé Dundee csak játszadozó gyereknek véli a késes rablót, aki az ő bozótvágó kését meglátva fejvesztve menekül. Ő és Sue lassan egymásba szeretnek. A következő este egy partin Richard megkéri Sue kezét. Sue a gyűrűt elfogadja, de egyáltalán nem biztos önmagában. Az eljegyzés hírére csalódott Dundee úgy dönt, kijelentkezik a szállodából és gyalog nekivág Amerikának. Az őt kereső Sue egy  tömött metrómegállóban éri utol, de a nagy tömegen nem képes átjutni. Két várakozó utas afféle hírláncként továbbítja az üzenetét: nem megy férjhez Richardhoz, mert őt szereti. Dundee erre az utasok vállán ugrálva jut el hozzá. A peronon várakozó emberek örömujjongásban törnek ki.
|  | Itt a vége a cselekmény részletezésének! |

## Az igazi Krokodil Dundee
Krokodil Dundee története valódi eset alapján íródott. Rodney William Ansell 1977-ben 56 napot töltött minden lakott helytől távol, miután csónakja tönkrement egy krokodiloktól nyüzsgő folyón. Egy kése, puskája, némi konzervélelme volt, valamint vele volt két kölyökkutyája, de az egyiknek a lába el volt törve. Megmenekülése után több nyitott kérdés maradt, mit keresett azon a helyen, miért nem mondta el tervezett útvonalát, miért nem követte a folyó útját lefelé. Később elárulta, illegálisan krokodilokra vadászott. Mikor később Sydneyben tévéinterjút készítettek vele  kalandjairól, a szállodai szobájában a padlón aludt hálózsákban, valamint a bidé működését sem ismerte. Krokodil Dundee figuráját jórészt róla mintázták, de a film nyereségéből nem kapott semmi  részesedést. Később élete rosszra fordult, marhafarmját járvány sújtotta, a szomszédaival ellentétben nem kapott állami kártérítést. Súlyos kábítószerfüggő lett, majd pontosan nem tisztázott körülmények közepette északon, a Stuart Highway országút közelében rendőrökkel lövöldözésbe került, és 1999. augusztus 7-én  meghalt. Ausztrál bennszülött szertartás szerint temették el.

## Érdekességek
- Krokodil Dundee megérkezése a New York-i szállodába igen hasonlít Bud Spencer és Terence Hill Nyomás utána! című filmjében látottakra. Még a bidével kapcsolatos poén is majdnem azonos.
- A rablókkal való találkozáskor elhangzó „Ez nektek egy kés? Na EZ egy kés!” poén nagyon hasonlít Chuck Norris „Ez nektek egy pofon? Na EZ egy pofon!” poénjára.
- A Mark Blum által alakított vőlegény nagyon hasonlít az egy évvel korábban készült Kétségbeesve keresem Susant című filmben szintén általa alakított férjhez.
- A hősnő mögött feltűnő, majd a hős által ártalmatlanná tett, nagyon mérges, de nagyon finom kígyó a A smaragd románca című filmben is hasonló módon látható.
- A lövöldöző kenguru egy régi, igen népszerű ausztrál tévésorozatra utal, címe „Skippy, the bush kangaroo”. Az eredeti angol hangban Dundee név szerint is Skippynek nevezi.
- Gwendoline, a kocsmabéli transzvesztita szerepét valójában nő alakította.
- A film volt Paul Hogan és Linda Kozlowski első főszerepe. Később hőseikhez hasonlóan összeházasodtak.
- A sörkilöttyintős jelenetben Donk, a kemény legény szerepét Steve Rackman, legendás ausztrál pankrátor alakította, ő mindhárom Krokodil Dundee filmben látható.
- Dundee több alkalommal Sheilának nevezi Sue-t. Sheila az ausztrál szlengben a környezetéből kilógó, többnyire attraktív és okos nőt jelent.
- A Walter által említett „billabong” kifejezés folyó holtágat jelent.
- A G'day mate a legáltalánosabban használt ausztrál köszöntés, jelentése kb. 'napot, haver! (ti. jó napot, haver!).

## Forgatási helyszínek
- A Walkabout Creek hotel helyszíne McKinlay település, Queenslandben.
- A film első jelentében Sue egy sydney-i irodaházban van, a háttérben jól látható a Harbour Bridge és a Sydney-i Operaház.

## Hangsávok
A filmnek két változata van. Az első az eredeti ausztrál változat, tele van csak Ausztráliában használt és értett kifejezéssel. A nemzetközi változat hangsávján sokat finomítottak, több jelenetet ki is vágtak. A jellegzetes akcentus megmaradt, de a nemzetközi változat nem csak született ausztrálok számára érthető. A magyar szinkron vélekedések szerint minden szempontból jól sikerült, de a film  eredeti hangulatát, az amerikai és ausztrál nyelvezet közötti különbségen alapuló poénokat természetesen nem képes visszaadni.

## Szereplők
| Karakter                     | Színész               | Magyar hang       |
| ---------------------------- | --------------------- | ----------------- |
| Michael J. `Krokodil` Dundee | Paul Hogan            | Kozák András      |
| Sue Charlton                 | Linda Kozlowski       | Tóth Enikő        |
| Walter Reilly                | John Meillon          | Horkai János      |
| Richard Mason                | Mark Blum             | Kautzky Armand    |
| Sam Charlton                 | Michael Lombard       | Buss Gyula        |
| Gus, limuzinsofőr            | Reginald VelJohnson   | Kisfalussy Bálint |
| Donk                         | Steve Rackman         | Simon György      |
| Nugget                       | Gerry Skilton         | Várkonyi András   |
| Ida                          | Maggie Blinco         | Némedi Mari       |
| Con                          | Ritchie Singer        | Komlós András     |
| Duffy, orvvadász             | Terry Gill            | Harsányi Gábor    |
| Trevor, orvvadász            | Peter Turnbull        |                   |
| Burt, orvvadász              | David Bracks          |                   |
| Peter, orvvadász             | Brett Hogan           |                   |
| Neville Bell                 | David Gulpilil        | Sörös Sándor      |
| Fickó az utcán               | Paul Greco            | Szokol Péter      |
| Irving, ajtónálló            | Irving Metzman        | Imre István       |
| Angelo, londiner             | Graham 'Grace' Walker | Rosta Sándor      |
| Lovasrendőr                  | Joe Pentangelo        | Halmágyi Sándor   |
| Danny, olasz taxis           | Rik Colitti           | Kerekes József    |
| Gwendoline                   | Anne Carlisle         | Simon Mari        |
| Buzzy                        | J.J. Cole             | Garai Róbert      |
| Simone, prosti               | Caitlin Clarke        | Györgyi Anna      |
| Karla, prosti                | Nancy Mette           | Kiss Erika        |
| Strici                       | John Snyder           | Felföldi László   |
| Rosita, szobalány            | Christine Totos       |                   |
| Fran                         | Anne Francine         | Feleki Sári       |
| Lány a partin                | Paige Matthews        | Simon Mari        |
| Kokós fickó a partin         | Barry Kivel           | Varga T. József   |
| Tinédzser rabló              | Tony Holmes           | Bartucz Attila    |
| Simpson, inas                | Dan Lounsbery         |                   |
| Wendell Wainwright           | Gwyllum Evans         |                   |
| Dorothy Wainwright           | Clarie Hague          |                   |
| Hajléktalan                  | Jan Saint             | Komlós András     |
| Recepciósnő                  | Dolores Messina       | Simon Mari        |
| Durva fickó az aluljáróban   | Peter Bucossi         |                   |
| Magas néger férfi a tömegben | Sullivan Walker       | Varga Tamás       |
| Védősisakos férfi a tömegben | Bobby Alto            | Wohlmuth István   |